# Omská oblast
Omská oblast (rusky О́мская о́бласть, Omskaja oblasť) je federální subjekt Ruské federace (oblast). Nachází se v jihozápadní části Sibiře. Rozloha oblasti je 139 700 km², žije zde přibližně 1,81 milionu obyvatel, z čehož 1,1 milionu žije v hlavním městě Omsku.

## Historie
Omská oblast byla vytvořena 7. února 1934.

## Oblastní symboly

### Vlajka
Vlajka Omské oblasti je tvořena listem o poměru stran 2:3 se třemi svislými pruhy – červeným, bílým a červeným. Uprostřed bílého pruhu je ještě jeden, modrý, vlnitý svislý pruh (kůl) široký 1/3 šířky bílého pruhu.

## Geografie
Omská oblast sousedí na jihu s Kazachstánem, na severozápadě s Ťumeňskou oblastí a na východě s Novosibirskou a Tomskou oblastí. Území je dlouhé cca 600 km ze severu na jih a 300 km z východu na západ. Největším vodním tokem je řeka Irtyš.

### Podnebí
Klima je kontinentální
, s velmi chladnými zimami a teplými léty. Průměrná teplota v lednu je −19 °C, v červnu pak 19 °C s výkyvy až do −35 °C, respektive +35 °C. Průměrné roční srážky se pohybují kolem 300–400 mm za rok.

## Obyvatelstvo
Při sčítání lidu 2002 bylo národnostní rozložení následující: Rusové (83,47 %); Kazaši (3,93 %); Ukrajinci (3,74 %); Němci (3,67 %); Tataři (2,30 %); Bělorusové (0,44 %); Arméni (0,32 %); Azerové 0,20 %); Čuvaši (0,20 %); Estonci (0,15 %); Poláci (0,14 %); Židé (0,12 %); Romové (0,11 %) a Lotyši (0,11 %). Další skupiny pak měly méně než 2000 členů, 0,16 % respondentů odmítlo uvést svou národnost.